# メイソン・グラハム
メイソン・グラハム（Mason Graham, 2003年9月2日 - ）は、アメリカ合衆国カリフォルニア州ミッションビエホ出身のアメリカンフットボール選手。ポジションはディフェンシブタックル。

## 経歴

### ハイスクール
高校時代はオフェンシブタックルとディフェンシブタックルを兼任していた。
4年目のシーズンに60タックル、14サックを記録し、ロサンゼルス・タイムズの高校生最優秀選手に選出された。
ESPNなどの主要サイトから4つ星評価を受け、2021年9月16日にミシガン大学へのコミットを発表した。

### カレッジ
1年目の2022年シーズンは全14試合に出場して27タックル、2.5サックを記録し、フレッシュマンオールアメリカンに選出された。
2023年シーズンは13試合に出場して36タックル、8ロスタックル、3サックを記録し、オールBig 10ファーストチームに選出された。CFPナショナルチャンピオンシップの準決勝にあたるアラバマ大学とのローズボウルでは4タックルを記録して勝利に貢献し、守備部門のMVPを受賞した。チームはワシントン大学とのチャンピオンシップにも勝利して優勝し、全米制覇を成し遂げた。
2024年シーズンは12試合に出場して45タックル、7ロスタックル、3.5サックを記録し、ユナニマスオールアメリカンに選出された。また、カレッジで最も優れた守備選手に贈られるブロンコ・ナガースキー賞、最も優れたインテリアラインマンに送られるアウトランド賞のファイナリストに選出された。シーズン終了後、2025年のNFLドラフトにアーリーエントリーした。